# Bernard Sarrans
Bernard-Alexis Sarrans, né le 6 avril 1796 à Cazères et mort le 7 avril 1874 à Paris, est un journaliste, écrivain et homme politique français, auteur de quelques ouvrages historiques, député du 23 avril 1848 au 26 mai 1849.

## Biographie
Il se rendit en 1820 en Angleterre et fit des cours de littérature à l'Athénée de Londres, de 1822 à 1826. Rentré en France en 1827, il collabora au Commerce et au Journal des Électeurs, feuilles de l'opposition libérale, et dénonça, dans ce dernier journal en 1829, la vénalité des députés qui touchaient mille francs par mois sur la cassette royale.
Partisan de la Révolution de 1830, il fut nommé aide de camp de La Fayette, mais ne tarda pas à repasser à l'opposition, et rédacteur de La Nouvelle Minerve, dans laquelle Cormenin publia ses « Portraits parlementaires », fut frappé de plusieurs condamnations.

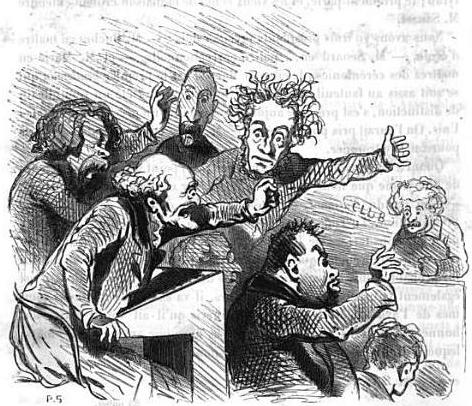
La séance du 25 juillet 1848 à l'assemblée nationale constituante, caricaturée par Cham. Sarrans est au premier plan, levant le poing.

Il s'était lié à Londres avec le prince Louis-Napoléon qu'il reçut plusieurs fois en secret chez lui, et fut un des confidents des diverses tentatives bonapartistes. Après avoir échoué à la députation dans le 1er collège de l'Aude (Carcassonne), le 9 juillet 1842, avec 143 voix contre 198 à l'élu, Antoine Ressigeac, et, le 1er août 1846, avec 101 voix contre 208 au député sortant réélu, il fut élu, le 23 avril 1848, représentant de l'Aude à l'Assemblée constituante, le 2e sur 7, par 44 448 voix (67 165 votants, 75 218 inscrits). Il fit partie du comité des Affaires étrangères, protesta contre les proscriptions en masse qui suivirent les journées de Juin, et vota avec la gauche, pour le bannissement de la famille d'Orléans, contre les poursuites contre Louis Blanc, contre l'incompatibilité des fonctions, pour l'amendement Grévy, contre la sanction de la Constitution par le peuple, pour l'ensemble de la Constitution, contre la proposition Rateau, contre l'interdiction des clubs et contre l'expédition de Rome. Non réélu à la Législative, il rentra au Journal des Communes et à La Semaine sous le pseudonyme de « Nicolas ».

## Publications
- La Fayette et la révolution de 1830, 1832.
- Lafayette et la Révolution de 1830, histoire des choses et des hommes de Juillet, Librairie de Thoisnier Desplaces, 2e éd., 1833.
- Louis-Philippe et la contre-révolution de 1830, 2 vol., 1834.Ouvrage redigé en réponse à Alphonse Pépin, défenseur de la monarchie du « juste milieu », qui s’en était pris à lui dans son ouvrage Deux ans de règne.
- De la décadence de l'Angleterre et des intérêts de la France, 1829.
- L’Histoire de Charles XIV Jean de Suède a été écrite par Touchard-Lafosse en 1838, puis par Bernard Sarrans en 1845.

## Sources
- « Bernard Sarrans », dans Adolphe Robert et Gaston Cougny, Dictionnaire des parlementaires français, Edgar Bourloton, 1889-1891 [détail de l’édition]